# Julian Kuszpit
Julian Kuszpit, ps. Feliks Marynowski (ur. 23 stycznia 1889 w Gródku, zm. 17–21 kwietnia 1940 w Kalininie) – starszy posterunkowy Policji Państwowej, działacz niepodległościowy, ofiara zbrodni katyńskiej.

## Życiorys
Urodził się 23 stycznia 1889 w Gródku, w ówczesnym powiecie tomaszowskim guberni lubelskiej, w rodzinie Feliksa i Antoniny z Zabłockich. Ukończył trzy klasy szkoły powszechnej. Z zawodu był kowalem. W czasie I wojny światowej działał w Polskiej Organizacji Wojskowej. Był więziony z powodu działalności niepodległościowej. Od lat 20 XX w. służył w Policji Państwowej. Początkowo pełnił służbę graniczną w Rubieżewiczach, a następnie w powiecie wołożyńskim. Na początku lat 30. XX w. mieszkał w Rawie Ruskiej przy ul. Kilińskiego 30, a później w Uhnowie. Do września 1939 pełnił służbę na Posterunku PP w Belinowie.
W nieznanych okolicznościach, po agresji ZSRR na Polskę (17 września 1939), dostał się do sowieckiej niewoli i został osadzony w obozie w Ostaszkowie. Między 16 a 19 kwietnia 1940 został przekazany do dyspozycji naczelnika Zarządu NKWD Obwodu Kalinińskiego. Między 17 a 21 kwietnia 1940 został zamordowany w Kalininie (obecnie Twer) i pogrzebany w Miednoje. Od 2 września 2000 spoczywa na Polskim Cmentarzu Wojennym w Miednoje.
Postanowieniem nr 112-52-07 Prezydenta RP Lecha Kaczyńskiego z 5 października 2007 został awansowany pośmiertnie na stopień aspiranta Policji Państwowej. Awans został ogłoszony 10 listopada 2007 w Warszawie, w trakcie uroczystości „Katyń Pamiętamy – Uczcijmy Pamięć Bohaterów”.
Był żonaty, miał dwoje dzieci.

## Ordery i odznaczenia
- Krzyż Niepodległości – 25 stycznia 1933 „za pracę w dziele odzyskania niepodległości”[8][1][9]
- Medal Dziesięciolecia Odzyskanej Niepodległości[3]
- Brązowy Medal za Długoletnią Służbę[3]
- Odznaka Pamiątkowa Więźniów Ideowych[3][2]